# 2006 FIFAワールドカップ日本代表
2006 FIFAワールドカップ日本代表（2006 フィファワールドカップにっぽんだいひょう）は、2006年にドイツで行われたFIFAワールドカップのサッカー日本代表である。

## 概要
2002年7月22日、フィリップ・トルシエの後任として、世界のスーパースターとして名高いジーコが日本代表監督に就任した。前々回のフランス大会以来となるアジア地区予選を順当に勝ち上がり、最終予選ではグループB1位となり、（開催国のドイツを除き）世界各地の地区予選に参加した国々の中でワールドカップ一番乗りを決めた。
メンバーは4年前の日韓大会当時20歳代前半だった選手達が中心となり、平均年齢は27.4歳と、前回よりも2歳ほど増した。23人中11人が2大会連続してメンバー入りし、川口能活・楢﨑正剛・小野伸二・中田英寿は3大会連続となった。前回落選した中村俊輔・高原直泰・中澤佑二らが初出場した一方で当確と見られていた久保竜彦がコンディション不良により落選し、巻誠一郎がサプライズ選出された。DFのレギュラー候補だった田中誠はドイツでの直前合宿中に負傷離脱し、休暇中だった茂庭照幸が緊急招集された。
基本システムは3-4-1-2 。正GKは川口能活。DFは坪井慶介・宮本恒靖・中澤佑二の3バック。右WBはレギュラーの加地亮がテストマッチで負傷し、初戦のみ駒野友一が先発。左WBは三都主アレサンドロ。中盤は2ボランチの中田英寿・福西崇史と、司令塔の中村俊輔。FWは高原直泰・柳沢敦の2トップという布陣だった。第2戦と第3戦は4バックの4-4-2へ変更し、MFの小笠原満男・稲本潤一、FWの玉田圭司・巻誠一郎らが先発起用された。

## 大会経過
日本はグループリーグF組に入り、大陸間プレーオフでウルグアイを破り32年ぶりの出場となったオーストラリア、フランス大会でも顔合わせしたクロアチア、前回大会覇者のブラジルと対戦した。
6月12日 グループF オーストラリア戦（カイザースラウテルン）
前半26分に中村俊輔が上げたクロスボールをGKが捕球できず、そのままゴールに吸い込まれ日本が先制点を挙げた。後半39分にロングスローのこぼれ球をティム・ケーヒルに決められ同点に追いつかれた。日本は5分後、8分後にもゴールを許し、1-3で逆転負けした。
6月18日 グループF クロアチア戦（ニュルンベルク）
日本は前半21分にPKを与えたが、GK川口のファインセーブでピンチを逃れた。その後も両チーム無得点のままスコアレスドローに終わり、グループ最下位の日本が決勝トーナメントへ進出するためにはブラジル戦で最低でも「2点差以上の勝利」が必要となった。
6月22日 グループF ブラジル戦（ドルトムント）
3人のバロンドーラー（ロナウド、ロナウジーニョ、カカ〈のちに受賞〉）擁するブラジルに対し、1分1敗と後のない日本は不振の2トップを入れ替え攻撃的なサッカーを展開した。ブラジルは既に2連勝でGS突破を確定させていた。前半34分、ゴール前に抜け出した玉田圭司が豪快なシュートを決めて先制。しかし、前半ロスタイムにロナウドに同点ゴールを許し、後半8分にはジュニーニョ・ペルナンブカーノに無回転ミドルシュートを決められ逆転される。その後も2点を追加され、1-4で敗れて2大会連続の決勝トーナメント進出はならなかった。
ブラジル戦から10日後の7月3日、中田英寿が現役引退を表明しブラジル戦がプロサッカー選手として最後の試合となった。

## 分析
今回の代表メンバーはアトランタ五輪世代～黄金世代のタレントが成熟期を迎えており、海外で経験を積んだ選手も多くいた。前回のベスト16を越える好成績が期待されており、ジーコ監督は大会前に「ベスト4に入りたい」と目標を語っていた。しかし、1分け2敗グループリーグ敗退という不本意な結果に終わり、ニューヨークポスト紙から「ワースト4位のチーム」に選ばれた。大会後には選手・スタッフの証言をもとに敗因の分析が行われた。
環境・スケジュール
- ドイツでの宿泊地に選んだボンのホテルは一般客にサインを求められたり、食事場所が日光の入らない地下にあるなど長期滞在中にストレスの溜まる環境だった。また、練習もジーコ監督の方針により出場32か国の中で唯一完全公開されており、一部のファンから心ない野次を浴びることもあった。宮本はボンで過ごしてみて初めて、2002年大会のような落ち着いた環境の重要性を感じさせられたという。
- クロアチア戦後、ジーコ監督は気温30度を越える午後3時キックオフの試合が2回続いたことに触れ、「サッカーはビジネスとなってしまった。選手が犠牲を払った部分がある」と述べた。この2試合は2005年12月の組み合わせ抽選会後、テレビ放送の都合に合わせて開始時刻が変更されていた（ドイツの午後3時は日本の午後10時に相当する）。

コンディション
- 日本代表は気温30度近いJヴィレッジで調整してからドイツ入りしたが、5月末のドイツは冬のように寒く、そこから30度を超える高温になっていったため、急激な環境変化に影響を受けた。
- 開幕2週間前の5月30日に開催国ドイツ代表とテストマッチを行い、予想外に善戦して2-2で引き分けた（高原の2ゴールで一時は2-0とリードした）。JFAテクニカルレポートではこの段階で「コンディションのピークを迎えてしまった」と分析されている。6月4日に行なわれた最後のテストマッチでは、格下マルタ代表を相手に締まりのない内容で1-0に終わり、本番前にチームの雰囲気が変わってしまった。
- ドイツに来られなかった久保や田中誠のほかにも、大会中コンディションが万全ではない選手が沢山いた。柳沢は2月に右足を骨折してから復帰間もなく、加地はドイツ戦でシュバインシュタイガーのラフタックルを受けて初戦を欠場した。坪井はオーストラリア戦で両脚けいれんのため途中交代、高原はブラジル戦で交代出場した6分後に負傷で退場となった。中村は風邪による発熱が続いたが、ジーコ監督は実績を信頼して3試合フル出場させた。

ジーコ監督の采配
- 試合終盤の8分間に逆転負けを喫したオーストラリア戦では、積極的な選手交代を行ったオーストラリアのフース・ヒディンク監督と比較して、ジーコ監督の選手交代の人選・タイミングについての疑問が寄せられた。ジーコ監督は後半38分にFW柳沢をMF小野に変えた意図について「小野をボランチに入れることで中田を上げ、中村と試合の流れを変えられる選手である小野の個の能力により、前がかりになったオーストラリアの裏を突けると思った」と説明しているが、中村は試合後に「途中までうまく行っていた。（小野）伸二が入って中途半端になった」と述べた。
- ジーコ監督は退任にあたって「采配についての反省は全くない」と語り、日本人選手の体格面のハンディを挙げて、育成世代からのフィジカル強化を希望した。また、別のインタビューでは、何回もチャンスを作りながらイージーシュートをミスした決定力不足に苦言を示している。

チームの内情
- ジーコ監督は戦術について選手の自主的な判断に任せていたが、相手ボール時の守備の仕方（DFラインの位置）について、攻撃（海外組）と守備（国内組）の選手間の意見がまとまらなかった。オーストラリア戦では追加点を奪おうと攻め急ぐ前線から、ロングボールを警戒して後退する最終ラインまでの距離が間延びして、中盤に大きなスペースが生じた。
- レギュラーとサブメンバーの間にモチベーションの違いがあり、チームがひとつにまとまり切れなかった。ジーコはのちに週刊誌のインタビューで「腐ったミカンは周りにも悪影響を及ぼす」「“自分はどうせ控えだから”とふて腐れた選手は仲間を作り始める。結果、チームはひとつじゃなくなってしまった」と述べた。今大会のメンバーには、前回大会における中山雅史や秋田豊、アジアカップ2004における藤田俊哉や三浦淳宏のような、ベンチからチームを鼓舞するベテランが不在だった。宮本は負傷離脱した田中誠がそのような役柄をできると思っていたと述べている。
- 大会後、川淵三郎キャプテンがロイター通信のインタビューにおいて「中田英寿は他の選手と交流を持つことができなくなっていた」と語った。現役最後のゲームとなったブラジル戦の試合後、ピッチに仰向けに倒れたままの中田を労ったのは、キャプテン宮本とチームスタッフ、ブラジル代表のアドリアーノ（パルマ時代の同僚）だけだった。

## 大会登録メンバー
- 「出場状況」欄の「〇」はフル出場、「」は途中交代アウト、「」は途中交代イン、「」は獲得得点をそれぞれ示す。
- 年齢・所属クラブはワールドカップが開幕した2006年6月9日時点。

| 背番号 | 選手名             | Pos. | 生年月日（年齢）      | 所属クラブ               | 出場状況                 | 出場状況             | 出場状況           | 備考       |
| 背番号 | 選手名             | Pos. | 生年月日（年齢）      | 所属クラブ               | オーストラリア戦 6月12日 | クロアチア戦 6月18日 | ブラジル戦 6月22日 | 備考       |
| ------ | ------------------ | ---- | --------------------- | ------------------------ | ------------------------ | -------------------- | ------------------ | ---------- |
| 1      | 楢﨑正剛           | GK   | 1976年4月15日（30歳） | 名古屋グランパスエイト   |                          |                      |                    |            |
| 2      | 茂庭照幸           | DF   | 1981年9月8日（24歳）  | FC東京                   | 56分 91+分               |                      |                    |            |
| 3      | 駒野友一           | DF   | 1981年7月25日（24歳） | サンフレッチェ広島       | 〇                       |                      |                    |            |
| 4      | 遠藤保仁           | MF   | 1980年1月28日（26歳） | ガンバ大阪               |                          |                      |                    |            |
| 5      | 宮本恒靖           | DF   | 1977年2月7日（29歳）  | ガンバ大阪               | 〇                       | 〇                   |                    | 1、2戦主将 |
| 6      | 中田浩二           | DF   | 1979年7月9日（26歳）  | バーゼル                 |                          |                      | 56分               |            |
| 7      | 中田英寿           | MF   | 1977年1月22日（29歳） | ボルトン                 | 〇                       | 〇                   | 〇                 |            |
| 8      | 小笠原満男         | MF   | 1979年4月5日（27歳）  | 鹿島アントラーズ         |                          | 〇                   | 56分               |            |
| 9      | 高原直泰           | FW   | 1979年6月4日（27歳）  | ハンブルガーSV           | 〇                       | 85分                 | 60分 66分          |            |
| 10     | 中村俊輔           | MF   | 1978年6月24日（27歳） | セルティック             | 〇                       | 〇                   | 〇                 |            |
| 11     | 巻誠一郎           | FW   | 1980年8月7日（25歳）  | ジェフユナイテッド千葉   |                          |                      | 60分               |            |
| 12     | 土肥洋一           | GK   | 1973年7月25日（32歳） | FC東京                   |                          |                      |                    |            |
| 13     | 柳沢敦             | FW   | 1977年5月27日（29歳） | 鹿島アントラーズ         | 79分                     | 61分                 |                    |            |
| 14     | 三都主アレサンドロ | MF   | 1977年7月20日（28歳） | 浦和レッズ               | 〇                       | 〇                   | 〇                 |            |
| 15     | 福西崇史           | MF   | 1976年9月1日（29歳）  | ジュビロ磐田             | 〇                       | 46分                 |                    |            |
| 16     | 大黒将志           | FW   | 1980年5月4日（26歳）  | グルノーブル             | 91+分                    | 85分                 | 66分               |            |
| 17     | 稲本潤一           | MF   | 1979年9月18日（26歳） | ウェスト・ブロムウィッチ |                          | 46分                 | 〇                 |            |
| 18     | 小野伸二           | MF   | 1979年9月27日（26歳） | 浦和レッズ               | 79分                     |                      |                    |            |
| 19     | 坪井慶介           | DF   | 1979年9月16日（26歳） | 浦和レッズ               | 56分                     |                      | 〇                 |            |
| 20     | 玉田圭司           | FW   | 1980年4月11日（26歳） | 名古屋グランパスエイト   |                          | 61分                 | 〇                 |            |
| 21     | 加地亮             | DF   | 1980年1月13日（26歳） | ガンバ大阪               |                          | 〇                   | 〇                 |            |
| 22     | 中澤佑二           | DF   | 1978年2月25日（28歳） | 横浜F・マリノス          | 〇                       | 〇                   | 〇                 | 3戦主将    |
| 23     | 川口能活           | GK   | 1975年8月15日（30歳） | ジュビロ磐田             | 〇                       | 〇                   | 〇                 |            |

## スタッフ
- ジーコ（監督）
- エドゥー（テクニカルアドバイザー）
- 里内猛（フィジカルコーチ）
- カンタレリ（GKコーチ）

## 試合結果
日時はすべて現地時間（UTC+2）。

### グループリーグ
| 順 | チーム         | 試 | 勝 | 分 | 敗 | 得 | 失 | 差 | 点 |
| -- | -------------- | -- | -- | -- | -- | -- | -- | -- | -- |
| 1  | ブラジル       | 3  | 3  | 0  | 0  | 7  | 1  | +6 | 9  |
| 2  | オーストラリア | 3  | 1  | 1  | 1  | 5  | 5  | 0  | 4  |
| 3  | クロアチア     | 3  | 0  | 2  | 1  | 2  | 3  | −1 | 2  |
| 4  | 日本           | 3  | 0  | 1  | 2  | 2  | 7  | −5 | 1  |

グループリーグ・グループF
| 2006年6月12日 15:00 |

| オーストラリア                          | 3 - 1    | 日本          |
| ケーヒル 84分, 89分 · アロイージ 90+2分 | レポート | 中村俊輔 26分 |

| フリッツ・ヴァルター・シュタディオン（カイザースラウテルン） 観客数: 46,000人 主審: エッサム・アブデルファタ |

| 2006年6月18日 15:00 |

| クロアチア | 0 - 0    | 日本 |
|            | レポート |      |

| フランケン・シュタディオン（ニュルンベルク） 観客数: 41,000人 主審: フランク・デ・ブレーケル |

| 2006年6月22日 21:00 |

| 日本          | 1 - 4    | ブラジル                                                    |
| 玉田圭司 34分 | レポート | ロナウド 45+1分, 81分 · ジュニーニョ 53分 · ジウベルト 59分 |

| FIFAワールドカップスタジアム・ドルトムント（ドルトムント） 観客数: 65,000人 主審: エリック・プラ |